# 中国食品
中国食品有限公司（ちゅうごくしょくひん、英: China Foods Limited.）は香港に本社を置く食品会社。中糧集団（COFCO）のグループ企業であり、香港証券取引所に上場している。

## 主な製品
食料油、飲料、酒類、菓子、バイオ燃料の製造販売。